# Orden del Águila Dorada
La Orden del Águila Dorada (en kazajo: Алтын Қыран ордені, Altyn Qyran ordenı; en ruso: Орден Золотого орла), es la más alta condecoración de las que actualmente concede la República de Kazajistán.

## Historia
La orden es otorgada por el presidente de Kazajistán y fue establecida por decreto presidencial en 1995, para reconocer los servicios excepcionales a la República de Kazajistán. La Orden del Águila Real se puede otorgar a personas que ya hayan recibido otras órdenes de Kazajistán o de la Unión Soviética. El presidente de la República de Kazajistán se convierte automáticamente en el comandante de clase especial de la Orden del Águila Dorada.

## Descripción
La insignia de la orden consiste en una insignia adjuntada a una cadena de eslabones de oro y una estrella.
La insignia del más alto grado de distinción, la Orden del Águila Dorada, es un colgante hecho de aleaciones de oro de 585 y 750 quilates de colores blanco, rojo y amarillo, sujeto con un eslabón de conexión a una insignia de orden, en el reverso hay una fijación en forma de pasador con un bloqueo complejo.
La insignia de la orden está realizada en forma de estrella truncada (utilizando esmalte turquesa sobre oro de 585 quilates) con pétalos en forma de abanico (hechos de aleaciones de oro blanco de 585 quilates), en cuyas partes centrales (de 585 superposiciones de oro rojo) se encuentran cuatro diamantes fijos, un total de veinte piezas. En el centro de la orden, en un círculo enmarcado con vetas de oro blanco, hay un águila dorada amarilla (hecho de una aleación de oro de 750 quilates) con las alas extendidas (el fondo está cubierto con esmalte azul intenso). Debajo del águila, hay una inscripción en un círculo (el fondo está cubierto con esmalte rojo vivo) que dice «Altyn Kyran» y sobre el águila hay tres piedras de rubí.
La insignia se adjunta con la ayuda de una orejeta a un cerio de doble orden a través de un colgante que representa un elemento de la bandera del estado de Kazajistán, un sol estilizado con un águila, y está conectado por cadenas dobles con diecisiete eslabones alternos que representan el escudo de armas de Kazajistán. En los lados izquierdo y derecho del colgante, en la parte posterior del eslabón, hay una aguja con un cierre de visera para sujetar la cadena a la ropa.
La estrella de la orden es de mayor tamaño y visualmente repite el esquema de la insignia del collar, a excepción del esmalte que cubre los rayos de la estrella y los diamantes en las hebras. Los rayos de la estrella están facetados.
Para el uso diario, hay una miniatura de la orden en forma de una pequeña estrella de orden suspendida de una cinta de flores de orden.

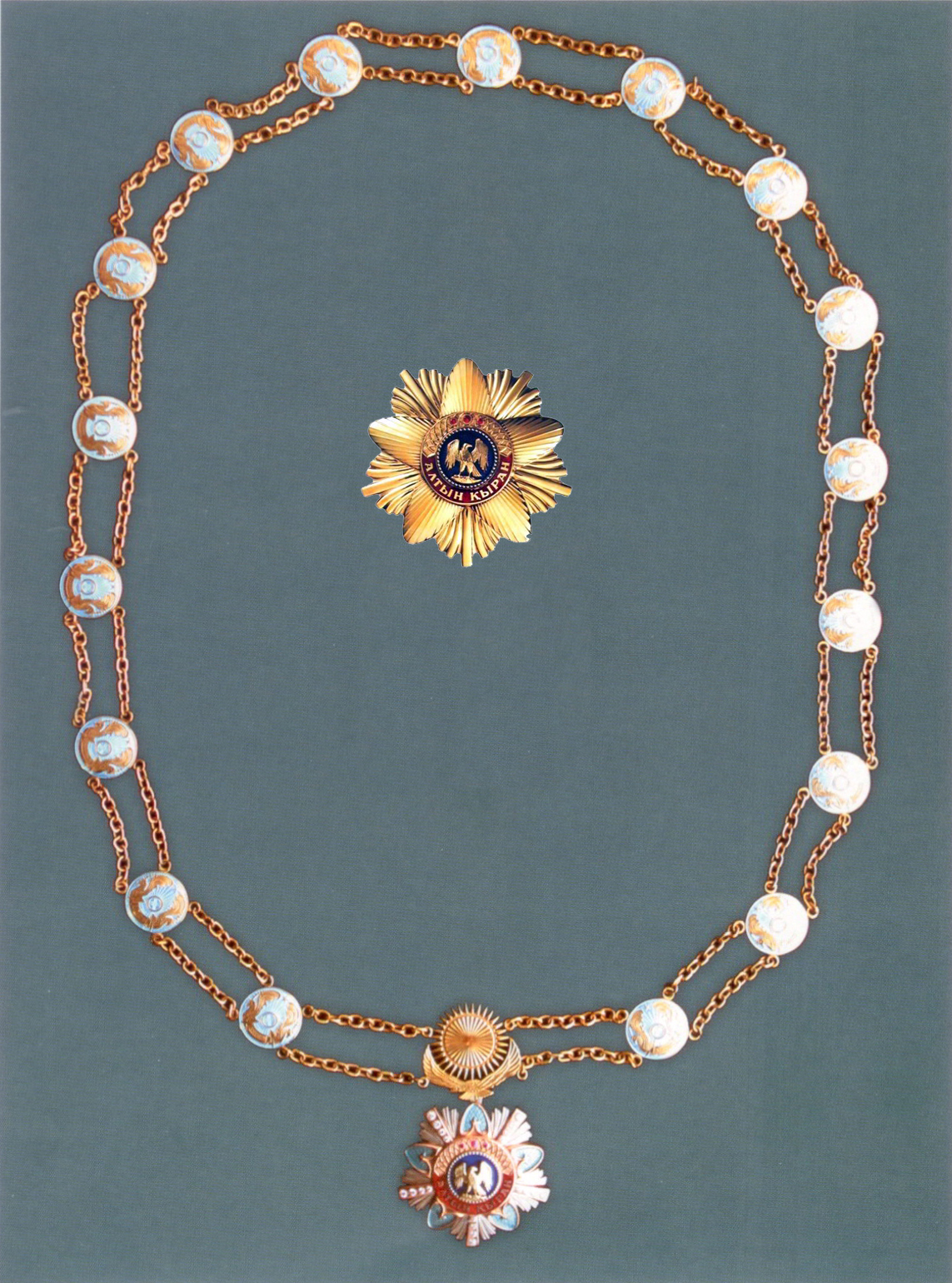
Collar de la Orden y Estrella

## Condecorados
Lista parcial de los condecorados con la Orden del Águila Doradaː
- Borís Yeltsin, presidente de la Federación de Rusia (1997)
- Islom Karimov, presidente de Uzbekistán (1997)
- Jiang Zemin, secretario general del Partido Comunista de China y presidente de la República Popular China (1997)
- Leonid Kuchma, presidente de Ucrania (1999)
- Isabel II, reina del Reino Unido (2000)
- Gerhard Schröder, canciller de Alemania (2003)
- Vladímir Putin, presidente de la Federación de Rusia (2004)
- Hosni Mubarak, presidente de Egipto (2008)
- Akihito, emperador de Japón (2008)
- Jalifa bin Zayed Al Nahayan, Emir de Abu Dhabi y presidente de los Emiratos Árabes Unidos (2009)
- Tarja Halonen, presidenta de Finlandia (2009);[4]
- Lee Myung-bak, presidente de la República de Corea (2009)
- Nicolas Sarkozy, presidente de Francia (2009)
- Recep Tayyip Erdoğan, primer ministro de Turquía (2012)
- Abdullah Gül, presidente de Turquía (2012)
- Juan Carlos I, Rey de España (2013);[5]
- Kasim-Yomart Tokaev, presidente de Kazajistán (2019)
- Salmán bin Abdulaziz, Rey de Arabia Saudita (2022).[6]
- Xi Jinping, secretario general del Partido Comunista de China y presidente de la República Popular China (2022).[7]